# Pelenomus waltoni
Pelenomus waltoni är en skalbaggsart som först beskrevs av Karl Henrik Boheman 1843.  Pelenomus waltoni ingår i släktet Pelenomus, och familjen vivlar. Arten är reproducerande i Sverige.